# Densbüren
Densbüren is een gemeente en plaats in het Zwitserse kanton Aargau en maakt deel uit van het district Aarau.
Densbüren telt 676 inwoners.